# Natural Dread Killaz
Natural Dread Killaz – polski zespół muzyczny, wykonujący muzykę z pogranicza reggae i dancehallu, pochodzący z wrocławskiego Biskupina. Zespół założyli bracia Manuel „Mesajah” Rengifo Diaz i Daniel „Paxon” Rengifo Diaz, do których dołączył wokalista Grzegorz „Yanaz” Janas oraz Natty.
Okres pomiędzy wydaniem pierwszej płyty a oczekiwaniem na drugi album to wydanie przez Mesajah albumu solowego o nazwie Ludzie Prości, który ukazał się 1 września 2008. Przed wydaniem drugiej płyty PaXon wypuścił w Internacie mixtape "paXtape #1". W tych samych latach był prowadzony NDK Blog na platformie YouTube składający się z 24 odcinków
W 2015 zespół miał wydać długo zapowiadaną trzecią płytę, lecz do tego nie doszło.
W styczniu 2015 zespół ogłosił zawieszenie działalności, co poskutkowało organizacją pożegnalnej trasy koncertowej.

## Dyskografia
| 2005                           | Naturalnie - Data: 30 maja 2005 - Wydawca: Popular Station Studio | —  |
| 2010                           | Ile lat... - Data: 24 września 2010 - Wydawca: Pink Crow Records  | 45 |
| "—" pozycja nie była notowana. |                                                                   |    |